# إيسمي بروجتس
إيسمي فرجينيا بروجتس (من مواليد 28 يوليو 2003) هي لاعبة كرة قدم هولندية محترفة تلعب كمهاجمة لنادي برشلونة الإسباني والمنتخب الهولندي للسيدات.

## مسيرتها الكروية
بدأت بروجتس تلعب كرة القدم مع الأولاد عندما كانت تبلغ من العمر خمس سنوات لصالح نادي إس في هايننورد. ثم انتقلت إلى نادي بيننيماس بعد ثماني سنوات لتلعب هناك لمدة أربع سنوات. ووقّعت عقدها الأول مع آيندهوفن في سن 16 في عام 2020. وفي 13 أغسطس 2020، ظهرت لأول مرة مع آيندهوفن في مباراة تحضيرية للموسم الجديد ضد أولمبيك ليون. في موسمها الأول مع آيندهوفن لعبت 13 مباراة في الدوري وسجلت خلالها ثلاثة أهداف. وفي نهائي كأس هولندا للسيدات لعبت المباراة بأكملها، حيث تغلّب آيندهوفن على أدو دين هاج بنتيجة 1–0. وفي موسمها الثاني، لعبت في نهائي كأس هولندا للسيدات 2022، وخسر فريقها 2–1 أمام أياكس.
في أغسطس 2023 وقعت عقدًا لمُدة أربع سنوات مع برشلونة. سجلت أول أهدافها مع برشلونة بثلاثية في مرمى إيبار في ثماني دقائق في 9 ديسمبر 2023، ولعبت كرقم 9 في البداية وكظهير أيسر لاحقا في المباراة بسبب حدوث الإصابات في الفريق.

## مسيرتها الدولية
لعبت بروجتس مع العديد من فرق الشباب في هولندا. في 16 فبراير 2022، لعبت أول مباراة دولية لها مع منتخب هولندا ضد البرازيل خلال بطولة فرنسا للدراجات 2022. دخلت كبديلة لفيكتوريا بيلوفا قبل ست دقائق من نهاية المباراة. وسجلت هدفها الأول مع المنتخب في 8 أبريل 2022 في ضد قبرص. في 6 سبتمبر 2022، سجلت هدفًا في الدقيقة 93 من الوقت المحتسب بدل الضائع في الفوز 1–0 ضد أيسلندا، لتتأهل بلادها في صدارة المجموعة الثالثة في كأس العالم للسيدات 2023.
في 31 مايو 2023، اختيرت ضمن تشكيلة هولندا لكأس العالم للسيدات. لعبت في جميع المباريات الخمس لهولندا خلال كأس العالم، وسجلت هدفين ضد فيتنام في المباراة الأخيرة بالمجموعة.

## الإحصائيات

### النادي
اعتبارًا من المباراة الملعوبة 22 أكتوبر 2023
| النادي            | الموسم        | الدوري          | الدوري | الدوري  | الكأس  | الكأس   | كأس الدوري | كأس الدوري | أوروبا | أوروبا  | المجموع | المجموع |
| النادي            | الموسم        | الدرجة          | الظهور | الأهداف | الظهور | الأهداف | الظهور     | الأهداف    | الظهور | الأهداف | الظهور  | الأهداف |
| ----------------- | ------------- | --------------- | ------ | ------- | ------ | ------- | ---------- | ---------- | ------ | ------- | ------- | ------- |
| بي إس في آيندهوفن | 2020–21       | الدوري الهولندي | 18     | 3       | 3      | 0       | 5          | 2          | 2      | 0       | 28      | 5       |
| بي إس في آيندهوفن | 2021–22       | الدوري الهولندي | 21     | 4       | 4      | 1       | 2          | 0          | 2      | 2       | 29      | 7       |
| بي إس في آيندهوفن | 2022–23       | الدوري الهولندي | 15     | 8       | 4      | 1       | 2          | 1          | —      | —       | 21      | 10      |
| بي إس في آيندهوفن | المجموع       | المجموع         | 54     | 15      | 11     | 2       | 9          | 3          | 4      | 2       | 78      | 22      |
| برشلونة           | 2023–24       | الدوري الإسباني | 5      | 0       | 0      | 0       | —          | —          | 0      | 0       | 5       | 0       |
| المجموع الكلي     | المجموع الكلي | المجموع الكلي   | 59     | 15      | 11     | 2       | 9          | 3          | 4      | 2       | 83      | 22      |

1. ↑  يشمل كأس هولندا وكأس الملكة
2. ↑  يشمل كأس الدوري الهولندي
3. ↑  تشمل دوري أبطال أوروبا

### دوليا
اعتبارًا من المباراة الملعوبة في 31 أكتوبر 2023
| المنتخب الوطني | العام   | الظهور | الأهداف |
| -------------- | ------- | ------ | ------- |
| هولندا         | 2022    | 11     | 3       |
| هولندا         | 2023    | 15     | 5       |
| المجموع        | المجموع | 26     | 8       |

يُشير عمود الهدف إلى النتيجة بعد كل هدف سجّلته بروجتس.
| #. | التاريخ        | المكان                            | الخصم     | الهدف | النتيجة | المسابقة                             | مراجع  |
| -- | -------------- | --------------------------------- | --------- | ----- | ------- | ------------------------------------ | ------ |
| 1  | 8 أبريل 2022   | أوروبورغ، خرننغن، هولندا          | قبرص      | 12–0  | 12–0    | تصفيات كأس العالم للسيدات 2023       | [ 22 ] |
| 2  | 6 سبتمبر 2022  | ملعب جالينوارد، أوتريخت، هولندا   | آيسلندا   | 1–0   | 1–0     | تصفيات كأس العالم للسيدات 2023       | [ 23 ] |
| 3  | 11 نوفمبر 2022 | ملعب جالينوارد، أوتريخت، هولندا   | كوستاريكا | 4–0   | 4–0     | مباراة ودية                          | [ 24 ] |
| 4  | 21 فبراير 2023 | ملعب تاكالي الوطني، تاكالي، مالطا | النمسا    | 4–0   | 4–0     | مباراة ودية                          | [ 25 ] |
| 5  | 1 أغسطس 2023   | ملعب فورسيث بار، دنيدن، نيوزيلندا | فيتنام    | 3–0   | 7–0     | كأس العالم للسيدات 2023              | [ 26 ] |
| 6  | 1 أغسطس 2023   | ملعب فورسيث بار، دنيدن، نيوزيلندا | فيتنام    | 6–0   | 7–0     | كأس العالم للسيدات 2023              | [ 26 ] |
| 7  | 27 أكتوبر 2023 | ملعب دي جوفيرت، نايميخن، هولندا   | إسكتلندا  | 2–0   | 4–0     | دوري الأمم الأوروبية للسيدات 2023–24 | [ 27 ] |
| 8  | 31 أكتوبر 2023 | هامبدن بارك، غلاسكو، اسكتلندا     | إسكتلندا  | 1–0   | 1–0     | دوري الأمم الأوروبية للسيدات 2023–24 | [ 28 ] |

## وصلات خارجية
- إيسمي بروجتس على موقع قاعدة بيانات كرة القدم.إي يو (الإنجليزية)
- إيسمي بروجتس على موقع Soccerway.com (الإنجليزية)
- إيسمي بروجتس على موقع عالم كرة القدم.نت (الإنجليزية)